# Sierra County (Californië)
Sierra County is een county in de Amerikaanse staat Californië. Hij werd gevormd in 1852 en bestond uit delen van Yuba County.
Zijn naam kreeg het van de bergketen Sierra Nevada.

## Geografie
De county heeft een totale oppervlakte van 2491 km² (962 mijl²) waarvan 2469 km² (953 mijl²) land is en 22 km² (9 mijl²) of 0,89% water is.

### Aangrenzende county's
- Nevada County - zuiden
- Yuba County - westen
- Plumas County - noorden
- Lassen County - noordoost
- Washoe County in Nevada - oosten

### Dorpen
- Downieville
- Loyalton